# Траутдейл (Орегон)
Траутдейл (англ. Troutdale) — город в округе Малтнома, штат Орегон, является частью столичного района Портленда. По данным 2020 года население города составляло 16 300 человек.
Расположен в месте слияния рек Санди и Колумбия.

## История
В 1854 году на месте города было поселение Санди, в честь ближайшей реки, а в 1868 оно было закрыто, в 1873 году был основан одноимённый город но уже на другом месте.
Траутдейл  был основан в 1880 году и был назван пионером Джоном Харлоу в честь пруда с форелью. Крупнейшем заводом в городе был Reynolds Aluminum, основанный в 1941 для производства алюминия для нужд войны, но был закрыт в 2000 году. 

## География
Общая площадь города составляет 15,59 км 2 , из которых 15,38 км 2  приходится на сушу, а 0,21 км 2  — на воду. В этом городе теплое и сухое лето, среднемесячные температуры не превышают 22 °C. Город находится в зоне средиземноморского климата. 

## Демография
По данным переписи 2020 года в городе проживало 16 300 человек, плотность населения составляла 2 741,3 человека на км2. Расовый состав города был следующим: 80,7% белых, 2,0% афроамериканцев, 1,0% коренных американцев, 4,4% азиатов, 0,2% жителей островов Тихого океана и 6,7% представителей смешанных рас. Средний возраст жителей Траутдейла составил 34,3 года, средний доход составил $85 131.

## Экономика
Главными работодателями в городе является FedEx , которая имеет в городе крупный распределительный центр FedEx Ground, и Amazon, 

## Транспорт
В городе есть автобусное соединение между Траутдейлом, Грешемом и Портлендом, также в городе находится аэропорт Портленд-Траутдейл.

## Парки
Система парков Траутдейла включает в себя около 20 парков, самый большой парк города — Columbia Park.

## Известные люди
- Дрю Юбенкс
- Джино Ваннелли